# Imperial Chemical Industries
Imperial Chemical Industries, anche nota con il suo acronimo ICI, fu un'azienda chimica britannica fondata a Londra nel 1926.
Per gran parte della sua storia fu la maggiore industria del Paese.
La sua sede era a Millbank, nel centro di Londra, e la società fu tra le fondatrici degli indici di borsa FT 30 e, più avanti, FTSE 100.
La produzione industriale di ICI riguardava prodotti chimici, plastiche, vernici, prodotti farmaceutici e additivi alimentari, polimeri, materiali per l'elettronica, fragranze e aromi per la cosmetica.
Nel 2008 ICI fu rilevata dalla multinazionale olandese AkzoNobel che, subito dopo l'acquisizione, ne cedette alla tedesca Henkel il ramo adesivi ed elettronica e ne integrò il resto delle attività nei propri processi industriali, così sancendo di fatto anche la fine del marchio.

## Storia
La compagnia nacque il 18 dicembre 1926 per fusione di quattro aziende preesistenti: Brunner, Mond & Co.; Nobel Industries; The United Alkali Company; British Dyestuffs Corporation.
A seguito dello scambio azionario delle quattro entità costituenti, il capitale della nuova società consisté in 56802996 £, dei quali 16219306 in altrettante azioni privilegiate da una sterlina ciascuna, 31055995 in altrettante azioni ordinarie da una sterlina ciascuna e 9488135 da 18976270 azioni non privilegiate da mezza sterlina ciascuna.
Nel 1929 sviluppa la produzione della ftalocianina, a cui seguono: il materiale plastico acrilico Perspex (1932), le vernici Dulux (1932, sviluppato in collaborazione con la DuPont), il polietilene (1937), e le fibre di polietilene tereftalato, note con il nome commerciale di Terylene (1941).
In questi anni acquisisce inoltre l'azienda Sunbeam per la produzione di motoveicoli (che continuò a produrre fino al 1937).
Negli anni successivi allarga la sua produzione al settore farmaceutico, producendo Paludrina (negli anni quaranta), alotano (1951), Inderal (1965), Tamoxifen (1978).
Agli anni cinquanta risale la produzione della fibra poliestere conosciuta come Crimplene.
Nel 1964 acquisisce la British Nylon Spinners (BNS).
Segue lo sviluppo di pesticidi, quali l'erbicida Gramoxone (1962), l'insetticida pirimifos-metile (1967), il pirimicarb (1970), il rodenticida brodifacoum (1974) e insetticidi piretroidi (alla fine degli anni settanta).
Nel 1971 acquisisce la Atlas Chemical Industries Inc. (un'azienda competitrice statunitense). Seguono le acquisizioni della Beatrice Chemical Division (1985) e della Glidden Coatings & Resins (1986).
Al 1991 segue la vendita di una parte della BritAg e Scottish Agricultural Industries alla Norsk Hydro.
Nel 1993 una parte della compagnia viene trasferita per formare una nuova compagnia indipendente, chiamata Zeneca, che successivamente si fuse con Astra AB per dare vita alla AstraZeneca PLC.
Nello stesso anno escono da ICI diversi Manager che fondano la società Victrex plc acquisendo il ramo d'azienda ed i brevetti industriali di ICI per la produzione dei polimeri PEEK.
Nel 1997, con l'intento di ampliarsi nel settore specialty chemicals, acquisì alcun attività della Unilever: National Starch & Chemical, Quest, Unichema, e Crosfield. Nello stesso anno acquisisce la Rutz & Huber, azienda svizzera nel settore delle vernici.
Per colmare il debito che si è venuto a creare in concomitanza a tali acquisizioni, vende parte delle sue attività nell'ambito delle materie prime.
Nel 1998 acquista la Acheson, specializzata in prodotti chimici per l'elettronica.
Nel 2000 vende parte delle proprie attività a Huntsman Corporation e Ineos.
Nel 2006 vende Quest International (operante nel settore delle fragranze) a Givaudan; nello stesso anno vende Uniqema a Croda International.
Nel 2007 il gruppo AkzoNobel prende il controllo della ICI.

## Marketing
Nel 1983 John Harvey Jones, allora presidente dell'impianto petrol-chimico della ICI di Billingham, nella contea di Durham nel nord dell'Inghilterra, strinse amicizia con Eric Woolfson, fondatore assieme ad Alan Parsons del gruppo progressive rock britannico The Alan Parsons Project, e lo invitò a visitare il suo stabilimento ed i suoi macchinari per prendere eventualmente spunto per il concept del suo prossimo album. Effettivamente Woolfson rimase molto colpito dalle dimensioni e caratteristiche dell'impianto tanto da intitolare l'album, pubblicato dal The Alan Parsons Project nel 1984, Ammonia Avenue come l'indicazione che aveva letto su di un cartello nei viali dello stabilimento. Sia nella copertina che nel booklet dell'album compaiono numerose immagini delle infinite condotte dello stabilimento. Alcuni anni dopo Woolfson, in un'apposita cerimonia, ha omaggiato John Harvey Jones con uno dei tanti dischi d'oro vinti dall'album.